# هانز هاغن
هانز هاغن (بالإنجليزية: Hans Hagen)‏ (مواليد 1953) وهو أستاذ في علوم الكمبيوتر في جامعة كايزرسلاوترن للتكنولوجيا. واحدة من مساهماته البحثية الرئيسية كانت تقنيات النمذجة الهندسية المسماة «التصميم المتغير» للمنحنيات والسطوح. ومن بين أساليبه الاستطلاعية وأساليب التحقيق السطحي، كان العديد من مساهماته في الجوانب الطوبولوجية والهندسية للتصور العلمي.
نشر هانس هاغن أكثر من أربعمائة مقالة في مجلات وكتب ومؤتمرات. اهتماماته البحثية عميقة وواسعة للغاية. ركز في عمله على النمذجة الجسدية والمنحنية والاستجواب السطحي والتصور القائم على الطوبولوجيا. وركز بشكل خاص على التصميم المتغير. تتمثل الفكرة الأساسية في تقليل الطاقة كجزء لا يتجزأ من الخوارزمية والرياضيات الأساسية. هذا المفهوم هو الآن معيار الصناعة. يتمتع هانز هاغن بخلفية قوية في الهندسة التفاضلية والطوبولوجيا. بدأ سجل المنشورات الهندسي للنمذجة بعمله على الخطوط العمودية الهندسية، حيث قدم منحنى الشريحة المستمر الالتواء. بعد ذلك طور مع جويدو برونيت وباولو سانتاريلي منهجية التصميم المتغير وحلا لمشكلة تطور المدخلات والتوافق في بقع كونز.
كان لهانز هاغن تأثير قوي على مجتمع النمذجة الهندسية. بدأ سلسلة Dagstuhl Seminar من الطراز العالمي حول النمذجة الهندسية التي تجمع بانتظام الخبراء الرائدين في هذا المجال في صيغة مريحة لا مثيل لها والتي حفزت الكثير من الأفكار. شغل منصب المحرر المرتبط للمجلات الكبرى مثل CAD و CAGD لسنوات عديدة. بالإضافة إلى ذلك، خدم في العديد من لجان البرنامج. فيما يتعلق بالتخيل العلمي. من عام 1999 إلى عام 2003، كان رئيس التحرير لمعاملات IEEE على التصور ورسومات الكمبيوتر. عمل منذ سنوات عديدة كمسؤول ارتباط دولي في اللجنة الفنية للتخيل والرسومات. وهو حالياً عضو في لجان توجيه IEEE SciVis و EuroVis، وهما المؤتمرين الرئيسيين في التصور العلمي. كما كان رئيسًا للجنة التي تُعقد كل عامين للترويج للطرق الطوبولوجية في التصور.
حصل على جائزة جون جريجوري التذكارية عن إنجازاته في النمذجة الهندسية في عام 2002. وقد تم تكريم مساهماته في التصور العلمي من خلال جائزة IEEE للتخريج الوظيفي في عام 2009.